# 無教會主義
無教會主義，源於日本，是內村鑑三提倡的基督教信仰，認為相信基督不必然要透過制度和儀式，即不用藉參加教會來實踐信仰。
除了日本以外，韓國和台灣也有分布。在西方國家，越來越多的基督徒脫離教會，基於對教會領袖的不信任以及不完全認同基督教教義，不少基督徒離開教會，或參與不同教會的聚會，但拒絕加入成為教會的成員，仍自稱為基督徒。

## 歷史
內村鑑三的學生南原繁和矢内原忠雄在第二次世界大戰終止後，各做東京大學總長（校長，1945年到1951年第15代、1951年到1957年第16代）2任6年，一前一後共12年，其他學生還有藤井武、塚本虎二、關根正雄、奧田昌道、中村勝己、齋藤宗次郎、坂田祐、粟屋仙吉、畔上賢造、鈴木弼美等多人。
內村的朝鮮人學生金教臣將無教會主義帶回韓國。
矢内原忠雄的學生有高橋三郎和出身台灣的葉榮鐘、陳茂源、張漢裕、陳茂棠、郭維租等。
聽過講課的台灣學生還有林添水、楊劉秀華（楊基銓妻）等，林曾與矢内原先生通信（何義麟引《矢內原忠雄全集 第29卷》）。
陳茂棠（陳茂源弟）留在日本，陳茂源、郭維租、張漢裕等矢内原先生門下生在台灣舉行無教會主義的集會，有鄭廷憲主辦的刊物《下樂姆》（希伯來語耶和華賜平安的擬音），譯介同門、老師、老師的老師的著作，學生有涂南山等。
高橋三郎曾應邀到台灣的教會和神學院講道。
內村部份著作有蔡信重、柯順德、江金龍、吳得榮、黃琪玟等的漢譯。